# Odd Bohlin Borgersen
Odd Bohlin Borgersen (Drammen, 10 april 1980) is een Noors langebaanschaatser. Zijn tweelingbroer Reidar Bohlin Borgersen is ook schaatser (en wielrenner).
Bohlin Borgersen maakt in 2005 pas op 24-jarige leeftijd zijn internationale debuut bij de WK Afstanden 2005 in Inzell, nadat hij zes jaar daarvoor in eigen land aan het WK junioren 1999 meedeed. Tijdens de WK Afstanden wordt hij tweemaal vijfde op de lange afstanden. Samen met zijn landgenoten Petter Andersen en Eskil Ervik wordt Bohlin Borgersen derde op het nieuwe onderdeel ploegenachtervolging.
Op de Europese kampioenschappen schaatsen 2008 werd Borgersen 19e.
In 2009 reed Borgersen zijn laatste wedstrijd bij de senioren. De afgelopen jaren heeft hij af en toe nog deelgenomen aan enkele nationale wedstrijden.

## Persoonlijke records
| Afstand      | Tijd     | Datum            | Baan           |
| ------------ | -------- | ---------------- | -------------- |
| 500 meter    | 37,73    | 21 maart 2006    | Calgary        |
| 1000 meter   | 1.13,48  | 31 oktober 2005  | Calgary        |
| 1500 meter   | 1.49,57  | 10 maart 2005    | Calgary        |
| 3000 meter   | 3.47,24  | 5 november 2005  | Calgary        |
| 5000 meter   | 6.19,20  | 19 november 2005 | Salt Lake City |
| 10.000 meter | 13.15,67 | 10 maart 2005    | Calgary        |

## Resultaten
| Jaar | EK Allround | WK Afstanden                          | WK Junioren |
| ---- | ----------- | ------------------------------------- | ----------- |
| 1999 |             |                                       | NC24        |
| 2005 |             | 5e 5000m · 5e 10.000m · achtervolging |             |
| 2006 |             |                                       |             |
| 2007 |             |                                       |             |
| 2008 | NC19        |                                       |             |

NC# = niet gekwalificeerd voor de laatste afstand, maar wel als # geklasseerd in de eindrangschikking

### Medaillespiegel
| Kampioenschap | Goud | Zilver | Brons |
| ------------- | ---- | ------ | ----- |
| WK Afstanden  | 0    | 0      | 1     |
| WK Junioren   | 0    | 0      | 0     |